# Malo
Malo é uma comuna italiana da região do Vêneto, província de Vicenza, com cerca de 12.200 habitantes. Estende-se por uma área de 30 km², tendo uma densidade populacional de 407 hab/km². Faz fronteira com Castelgomberto, Cornedo Vicentino, Isola Vicentina, Marano Vicentino, Monte di Malo, San Vito di Leguzzano, Thiene, Villaverla.

## Demografia
| Variação demográfica do município entre 1861 e 2011                               |
|                                                                                   |
| Fonte: Istituto Nazionale di Statistica (ISTAT) - Elaboração gráfica da Wikipedia |